# Campethera
Campethera là một chi chim trong họ Picidae.

## Hình ảnh

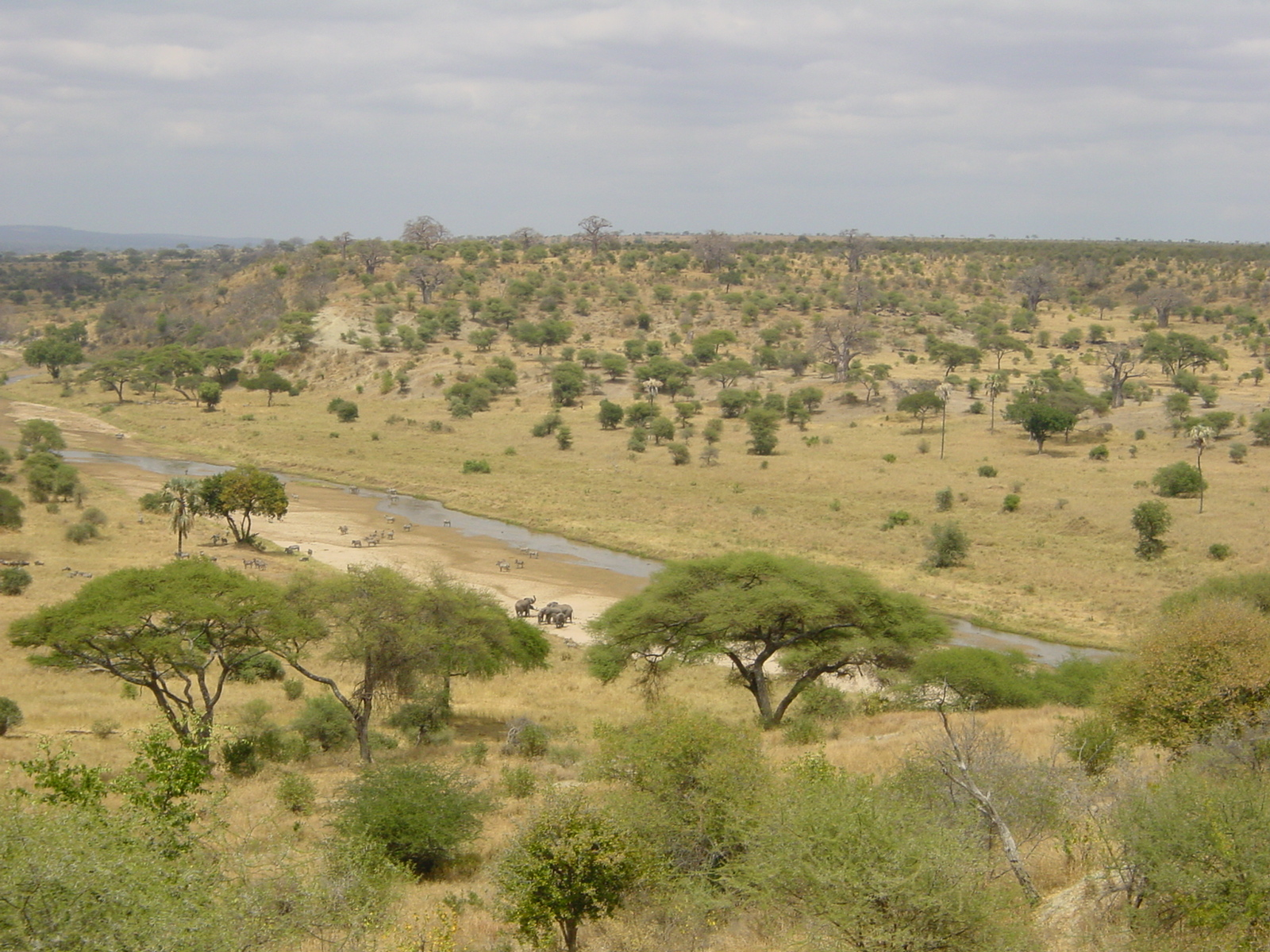
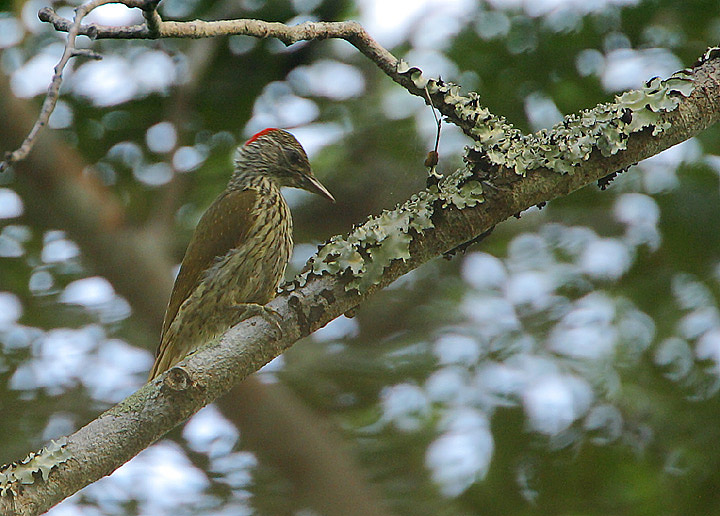
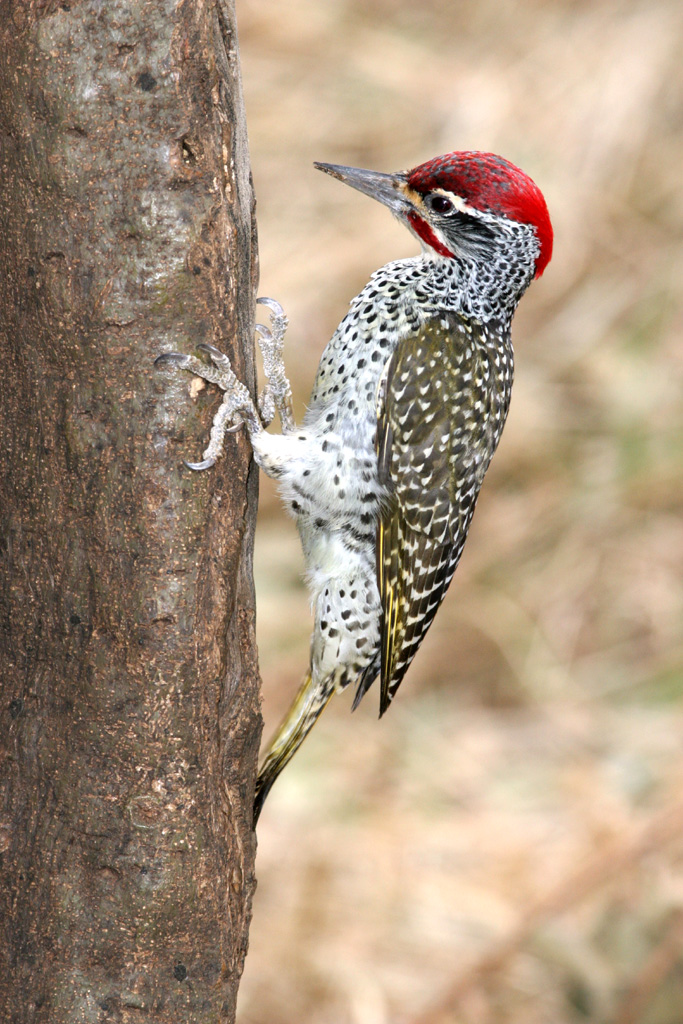